# Prima Divisione 1921-22
El Campeonato Italiano de Fútbol 1921-22 fue la 22.ª edición del torneo. El ganador fue el US Pro Vercelli. Debido a la división interna de la FIGC (Federazione Italiana del Gioco del Calcio), se creó también la CCI (Confederazione Calcistica Italiana), quien organizó este campeonato simultáneamente. 

## Reconocimiento de la FIGC
La FIGC, después de la disolución de la CCI  (que duró solo una temporada) en el junio de 1922, reconoció el torneo ganado por la Pro Vercelli como válido para el título oficial de campeón de Italia, equiparandolo a lo ganado por la U.S. Novese en el mismo año.

## Zona norte

### Clasificaciones

#### Grupo A

##### Clasificación
|     | Equipo        | Pts | PJ | PG | PE | PP | GF | GC | +/- | Comentarios |
| --- | ------------- | --- | -- | -- | -- | -- | -- | -- | --- | ----------- |
| 1.  | Pro Vercelli  | 36  | 22 | 17 | 2  | 3  | 61 | 14 | +47 | Clasificado |
| 2.  | Novara        | 30  | 22 | 12 | 6  | 4  | 46 | 21 | +25 |             |
| 3.  | Bologna       | 27  | 22 | 11 | 5  | 6  | 44 | 22 | +22 |             |
| 4.  | Mantova       | 24  | 22 | 11 | 2  | 9  | 40 | 34 | +6  |             |
| 5.  | Andrea Doria  | 23  | 22 | 11 | 1  | 10 | 36 | 32 | +4  |             |
| 6.  | Juventus      | 22  | 22 | 7  | 8  | 7  | 27 | 32 | -5  |             |
| 6.  | Hellas Verona | 22  | 22 | 10 | 2  | 10 | 29 | 36 | -7  |             |
| 8.  | U.S. Milanese | 20  | 22 | 6  | 8  | 8  | 24 | 29 | -5  |             |
| 9.  | Livorno       | 19  | 22 | 8  | 3  | 11 | 25 | 40 | -15 |             |
| 10. | Milan         | 18  | 22 | 7  | 4  | 11 | 29 | 36 | -7  |             |
| 11. | Spezia        | 16  | 22 | 5  | 6  | 11 | 21 | 31 | -10 |             |
| 12. | Vicenza       | 7   | 22 | 2  | 3  | 17 | 18 | 73 | -55 |             |

##### Resultados
|              | A. Doria | Bologna | Hellas VR | Juventus | Livorno | Mantova | Milan | Novara | Pro Vercelli | Spezia | US Milanese | Vicenza |
| ------------ | -------- | ------- | --------- | -------- | ------- | ------- | ----- | ------ | ------------ | ------ | ----------- | ------- |
| A. Doria     |          | 1-2     | 5-2       | 6-2      | 3-1     | 4-2     | 1-2   | 1-2    | 1-0          | 1-0    | 1-0         | 3-0     |
| Bologna      | 0-1      |         | 4-1       | 1-1      | 5-0     | 2-0     | 4-0   | 2-1    | 2-1          | 2-0    | 1-1         | 11-1    |
| Hellas VR    | 2-0      | 0-2     |           | 1-2      | 3-0     | 2-1     | 2-1   | 0-4    | 0-1          | 3-2    | 2-1         | 3-1     |
| Juventus     | 2-0      | 1-1     | 2-0       |          | 3-1     | 1-2     | 0-0   | 0-1    | 1-7          | 2-2    | 1-2         | 1-0     |
| Livorno      | 3-1      | 2-0     | 1-0       | 0-0      |         | 1-5     | 3-2   | 2-1    | 1-2          | 0-0    | 1-1         | 2-1     |
| Mantova      | 1-0      | 1-0     | 3-0       | 0-1      | 2-1     |         | 2-1   | 2-2    | 1-2          | 4-0    | 0-2         | 6-2     |
| Milan        | 0-0      | 2-1     | 0-1       | 1-3      | 1-2     | 2-2     |       | 0-5    | 1-0          | 0-1    | 2-0         | 7-0     |
| Novara       | 4-0      | 1-1     | 2-2       | 2-1      | 1-0     | 3-1     | 3-2   |        | 0-1          | 1-0    | 1-1         | 4-2     |
| Pro Vercelli | 3-0      | 4-0     | 3-2       | 1-1      | 5-1     | 5-0     | 5-0   | 1-0    |              | 1-0    | 3-0         | 10-0    |
| Spezia       | 2-0      | 1-0     | 1-2       | 1-1      | 1-0     | 3-2     | 1-2   | 0-0    | 1-3          |        | 1-1         | 1-2     |
| US Milanese  | 2-4      | 1-1     | 0-0       | 2-0      | 2-1     | 0-2     | 0-0   | 2-2    | 1-2          | 2-1    |             | 2-1     |
| Vicenza      | 0-3      | 1-2     | 0-1       | 1-1      | 1-2     | 0-1     | 0-3   | 0-6    | 1-1          | 2-2    | 2-1         |         |

#### Grupo B

##### Clasificación
|     | Equipo         | Pts | PJ | PG | PE | PP | GF | GC | +/- | Comentarios |
| --- | -------------- | --- | -- | -- | -- | -- | -- | -- | --- | ----------- |
| 1.  | Genoa          | 37  | 22 | 16 | 5  | 1  | 61 | 13 | +48 | Clasificado |
| 2.  | Alessandria    | 28  | 22 | 9  | 10 | 3  | 41 | 24 | +17 |             |
| 3.  | Pisa           | 27  | 22 | 12 | 3  | 7  | 53 | 28 | +27 |             |
| 4.  | Modena         | 26  | 22 | 12 | 2  | 8  | 34 | 33 | +1  |             |
| 5.  | Padova         | 23  | 22 | 10 | 3  | 9  | 30 | 36 | -6  |             |
| 6.  | Casale         | 20  | 22 | 7  | 6  | 9  | 33 | 27 | +6  |             |
| 6.  | Legnano        | 20  | 22 | 7  | 6  | 9  | 28 | 29 | -1  |             |
| 6.  | Savona         | 20  | 22 | 9  | 2  | 11 | 28 | 33 | -5  |             |
| 6.  | Torino         | 20  | 22 | 6  | 8  | 8  | 21 | 29 | -8  |             |
| 10. | Venezia        | 17  | 22 | 7  | 3  | 12 | 19 | 45 | -36 |             |
| 11. | Brescia        | 15  | 22 | 6  | 3  | 13 | 19 | 33 | -14 |             |
| 12. | Internazionale | 11  | 22 | 3  | 5  | 14 | 29 | 66 | -37 |             |

##### Resultados
|                | Alessandria | Brescia | Casale | Genoa | Internazionale | Legnano | Modena | Padova | Pisa | Savona | Torino | Venezia |
| -------------- | ----------- | ------- | ------ | ----- | -------------- | ------- | ------ | ------ | ---- | ------ | ------ | ------- |
| Alessandria    |             | 2-2     | 1-1    | 1-1   | 5-0            | 3-1     | 1-0    | 3-1    | 3-0  | 3-0    | 2-0    | 5-2     |
| Brescia        | 0-1         |         | 4-0    | 0-1   | 3-1            | 1-1     | 1-0    | 1-0    | 0-2  | 3-0    | 1-0    | 0-3     |
| Casale         | 0-0         | 4-0     |        | 3-2   | 7-0            | 0-1     | 6-0    | 0-1    | 0-0  | 2-1    | 1-1    | 3-0     |
| Genoa          | 2-2         | 1-0     | 5-0    |       | 2-0            | 2-0     | 7-0    | 7-1    | 2-0  | 2-0    | 2-0    | 7-0     |
| Internazionale | 2-2         | 4-3     | 1-3    | 1-4   |                | 2-2     | 1-2    | 3-4    | 2-2  | 2-0    | 0-1    | 2-0     |
| Legnano        | 0-0         | 0-0     | 1-0    | 1-3   | 6-0            |         | 0-0    | 3-1    | 4-2  | 2-1    | 1-1    | 3-0     |
| Modena         | 2-0         | 1-0     | 2-1    | 1-1   | 5-1            | 2-0     |        | 2-1    | 2-1  | 2-0    | 3-0    | 4-1     |
| Padova         | 3-1         | 2-0     | 1-1    | 0-1   | 2-2            | 2-1     | 2-1    |        | 2-1  | 3-1    | 1-1    | 1-0     |
| Pisa           | 3-2         | 5-0     | 2-0    | 1-1   | 7-2            | 4-0     | 4-1    | 3-1    |      | 4-0    | 4-1    | 5-0     |
| Savona         | 1-1         | 2-0     | 2-0    | 1-1   | 3-1            | 2-1     | 2-0    | 2-0    | 3-1  |        | 3-1    | 3-0     |
| Torino         | 1-1         | 1-0     | 1-1    | 0-2   | 2-2            | 2-0     | 3-2    | 2-0    | 0-2  | 2-0    |        | 1-1     |
| Venezia        | 2-2         | 2-0     | 1-0    | 1-5   | 1-0            | 1-0     | 0-2    | 0-1    | 2-0  | 2-1    | 0-0    |         |

### Finales
| Equipo 1     | Agr. | Equipo 2 | Ida | Vuelta |
| ------------ | ---- | -------- | --- | ------ |
| Pro Vercelli | 2-1  | Genoa    | 0-0 | 2-1    |

Pro Vercelli avanza a la Final Nacional.

## Zona sur

### Clasificaciones

#### Lacio
Tiberis Roma y Vittoria Roma fueron excluidos por irregularidades.
Partidos invalidados:
| Equipo 1       | Resultado | Equipo 2      |
| -------------- | --------- | ------------- |
| Juventus Audax | 4-0       | Vittoria Roma |
| Fortitudo Roma | 4-1       | Tiberis Roma  |
| Alba Roma      | 17-0      | Tiberis Roma  |
| U.S. Romana    | 7-0       | Vittoria Roma |
| Fortitudo Roma | 5-0       | Vittoria Roma |
| Audace Roma    | 8-0       | Tiberis Roma  |
| Alba Roma      | 5-0       | Vittoria Roma |
| Vittoria Roma  | 0-1       | Tiberis Roma  |

##### Clasificación
|    | Equipo         | Pts | PJ | PG | PE | PP | GF | GC | +/- | Comentarios |
| -- | -------------- | --- | -- | -- | -- | -- | -- | -- | --- | ----------- |
| 1. | Fortitudo Roma | 28  | 16 | 13 | 2  | 1  | 35 | 10 | +25 | Clasificado |
| 2. | Alba Roma      | 24  | 16 | 11 | 2  | 3  | 38 | 13 | +25 |             |
| 3. | Juventus Audax | 20  | 16 | 8  | 4  | 4  | 45 | 26 | +19 |             |
| 3. | Lazio          | 20  | 16 | 8  | 4  | 4  | 37 | 22 | +15 |             |
| 5. | U.S. Romana    | 14  | 16 | 5  | 4  | 7  | 24 | 29 | -5  |             |
| 6. | Audace Roma    | 12  | 16 | 4  | 4  | 8  | 32 | 42 | -10 |             |
| 6. | Roman          | 12  | 16 | 4  | 4  | 8  | 24 | 39 | -15 |             |
| 8. | Pro Roma       | 8   | 16 | 2  | 4  | 10 | 15 | 37 | -22 |             |
| 9. | Tivoli         | 6   | 16 | 2  | 2  | 12 | 20 | 52 | -32 |             |

##### Resultados
|            | Alba | Audace 545454512121 | Fortitudo | Juv. Audax | Lazio | Pro Roma | Roman | Tivoli 5256 soy tabajador de la uefa | US Romana |
| ---------- | ---- | ------------------- | --------- | ---------- | ----- | -------- | ----- | ------------------------------------ | --------- |
| Alba       |      | 7-2                 | 0-1       | 6-0        | 1-0   | 2-0      | 3-0   | 2-0                                  | 4-1       |
| Audace     | 1-3  |                     | 1-3       | 2-4        | 2-2   | 4-0      | 5-1   | 6-0                                  | 3-9       |
| Fortitudo  | 1-0  | 4-0                 |           | 3-0        | 2-1   | 3-0      | 3-1   | 3-0                                  | 1-1       |
| Juv. Audax | 0-0  | 2-2                 | 0-2       |            | 1-2   | 3-1      | 8-2   | 7-1                                  | 0-0       |
| Lazio      | 5-2  | 2-3                 | 5-2       | 1-1        |       | 6-1      | 1-0   | 1-1                                  | 3-2       |
| Pro Roma   | 1-1  | 1-1                 | 0-2       | 0-3        | 0-3   |          | 2-1   | 4-1                                  | 1-1       |
| Roman      | 1-3  | 0-0                 | 1-1       | 2-3        | 1-1   | 2-1      |       | 3-1                                  | 1-1       |
| Tivoli     | 0-2  | 3-0                 | 0-1       | 2-9        | 1-3   | 3-3      | 4-5   |                                      | 0-2       |
| US Romana  | 0-2  | 1-0                 | 0-3       | 0-4        | 2-1   | 1-0      | 2-3   | 1-3                                  |           |

#### Las Marcas

##### Grupo A
Clasificación
|    | Equipo          | Pts | PJ | PG | PE | PP | GF | GC | +/- | Comentarios  |
| -- | --------------- | --- | -- | -- | -- | -- | -- | -- | --- | ------------ |
| 1. | Helvia Recina   | 8   | 4  | 4  | 0  | 0  | 11 | 5  | +6  | Clasificados |
| 2. | Macerata        | 4   | 4  | 2  | 0  | 2  | 9  | 5  | +4  | Clasificados |
| 3. | Virtus Macerata | 0   | 4  | 0  | 0  | 4  | 2  | 12 | -10 |              |

Resultados
|               | Helvia Recina | Macerata | Virtus MC |
| ------------- | ------------- | -------- | --------- |
| Helvia Recina |               | 2-1      | 4-2       |
| Macerata      | 2-3           |          | 4-0       |
| Virtus MC     | 0-2           | 0-2      |           |

##### Grupo B
Clasificación
|    | Equipo           | Pts | PJ | PG | PE | PP | GF | GC | +/- | Comentarios  |
| -- | ---------------- | --- | -- | -- | -- | -- | -- | -- | --- | ------------ |
| 1. | Anconitana       | 8   | 4  | 4  | 0  | 0  | 18 | 2  | +16 | Clasificados |
| 2. | Vigor Senigallia | 4   | 4  | 2  | 0  | 2  | 4  | 8  | -4  | Clasificados |
| 3. | Folgore Ancona   | 0   | 4  | 0  | 0  | 4  | 4  | 16 | -12 |              |

Resultados
|            | Anconitana | Folgore | Vigor S. |
| ---------- | ---------- | ------- | -------- |
| Anconitana |            | 5-0     | 5-0      |
| Folgore    | 2-7        |         | 1-2      |
| Vigor S.   | 0-1        | 2-1     |          |

##### Ronda final
Los resultados de los partidos entre equipos que se encontraban en la misma ronda de calificación también eran válidos para la ronda final (pero no los goles marcados en los partidos). Debido a esto,  Helvia Recina y Anconitana comenzaron la ronda con una ventaja de 4 puntos.
Clasificación
|    | Equipo           | Pts | PJ | PG | PE | PP | GF | GC | +/- | Comentarios |
| -- | ---------------- | --- | -- | -- | -- | -- | -- | -- | --- | ----------- |
| 1. | Anconitana       | 12  | 4  | 4  | 0  | 0  | 18 | 2  | +16 | Clasificado |
| 2. | Vigor Senigallia | 7   | 4  | 3  | 1  | 0  | 13 | 6  | +7  |             |
| 3. | Helvia Recina    | 4   | 4  | 0  | 0  | 4  | 3  | 10 | -7  |             |
| 4. | Macerata         | 1   | 4  | 0  | 1  | 3  | 6  | 16 | -10 |             |

Clasificación
|          |               |            |     | Vigor S. |
| -------- | ------------- | ---------- | --- | -------- |
|          |               | Anconitana | 2-0 | 5-0      |
|          | Helvia Recina |            | 1-2 | 1-2      |
|          | Macerata      | 2-4        |     | 2-5      |
| Vigor S. | 4-1           | 2-2        |     |          |

#### Campania

##### Clasificación
|    | Equipo                | Pts | PJ | PG | PE | PP | GF | GC | +/- | Comentarios |
| -- | --------------------- | --- | -- | -- | -- | -- | -- | -- | --- | ----------- |
| 1. | Puteolana             | 24  | 12 | 12 | 0  | 0  | 34 | 3  | +31 | Clasificado |
| 2. | Savoia                | 18  | 12 | 9  | 0  | 3  | 40 | 14 | +26 |             |
| 3. | Internazionale Napoli | 12  | 12 | 5  | 2  | 5  | 13 | 16 | -3  |             |
| 4. | Naples                | 11  | 12 | 5  | 1  | 6  | 15 | 23 | -8  |             |
| 5. | Bagnolese             | 10  | 12 | 3  | 4  | 5  | 13 | 24 | -11 |             |
| 6. | Stabia                | 9   | 12 | 4  | 1  | 7  | 14 | 24 | -10 |             |
| 7. | Salernitana           | 0   | 12 | 0  | 0  | 12 | 4  | 29 | -25 |             |

##### Resultados
|               | Bagnolese | Inter. Napoli | Naples | Puteolana | Salernitana | Savoia | Stabia |
| ------------- | --------- | ------------- | ------ | --------- | ----------- | ------ | ------ |
| Bagnolese     |           | 1-1           | 0-0    | 0-3       | 2-1         | 0-8    | 1-1    |
| Inter. Napoli | 0-0       |               | 1-0    | 0-3       | 2-0         | 2-0    | 2-0    |
| Naples        | 0-2       | 4-1           |        | 0-4       | 2-0         | 1-4    | 2-1    |
| Puteolana     | 4-0       | 1-0           | 3-1    |           | 2-0         | 5-1    | 3-0    |
| Salernitana   | 0-3       | 1-3           | 1-2    | 0-2       |             | 0-2    | 0-4    |
| Savoia        | 3-2       | 5-1           | 5-1    | 0-1       | 3-1         |        | 6-0    |
| Stabia        | 3-2       | 1-0           | 1-2    | 1-3       | 2-0         | 0-3    |        |

#### Apulia

##### Clasificación
|    | Equipo             | Pts | PJ | PG | PE | PP | GF | GC | +/- | Comentarios |
| -- | ------------------ | --- | -- | -- | -- | -- | -- | -- | --- | ----------- |
| 1. | Audace Taranto     | 9   | 6  | 4  | 1  | 1  | 16 | 7  | +9  | Clasificado |
| 2. | Pro Italia Taranto | 8   | 6  | 3  | 2  | 1  | 11 | 6  | +5  |             |
| 3. | Liberty Bari       | 6   | 6  | 2  | 2  | 2  | 13 | 8  | +5  |             |
| 4. | Veloce Taranto     | 1   | 6  | 0  | 1  | 5  | 1  | 20 | -19 |             |

##### Resultados
|            | Audace TA | Liberty | Pro Italia | Veloce TA |
| ---------- | --------- | ------- | ---------- | --------- |
| Audace TA  |           | 3-1     | 2-1        | 4-1       |
| Liberty    | 2-0       |         | 1-1        | 8-0       |
| Pro Italia | 2-2       | 4-1     |            | 1-0       |
| Veloce TA  | 0-5       | 0-0     | 0-2        |           |

#### Sicilia
Azzurra Palermo y U.S. Catanese fueron excluidos previamente.
Libertas Palermo, S.C. Messina y Vigor Trapanim, retirados durante el campeonato.

##### Clasificación
|    | Equipo            | Pts | PJ | PG | PE | PP | GF | GC | +/- | Comentarios |
| -- | ----------------- | --- | -- | -- | -- | -- | -- | -- | --- | ----------- |
| 1. | Palermo           | 20  | 10 | 10 | 0  | 0  | 37 | 5  | +32 | Clasificado |
| 2. | Libertas Palermo  | 12  | 10 | 6  | 0  | 4  | 18 | 16 | +2  |             |
| 3. | Messinese         | 10  | 10 | 4  | 2  | 4  | 31 | 19 | +12 |             |
| 3. | Umberto I Messina | 10  | 10 | 4  | 2  | 4  | 12 | 21 | -9  |             |
| 5. | S.C. Messina      | 8   | 10 | 3  | 2  | 5  | 16 | 22 | -6  |             |
| 6. | Vigor Trapani     | 0   | 10 | 0  | 0  | 10 | 3  | 34 | -31 |             |

##### Resultados
|             | Libertas PA | Messinese | Palermo | SC Messina | Umberto I | Vigor TP |
| ----------- | ----------- | --------- | ------- | ---------- | --------- | -------- |
| Libertas PA |             | 3-1       | 0-2     | 0-2        | 2-1       | 2-0      |
| Messinese   | 2-4         |           | 1-2     | 7-3        | 9-0       | 2-0      |
| Palermo     | 2-0         | 2-0       |         | 4-1        | 5-0       | 12-0     |
| SC Messina  | 2-4         | 2-2       | 2-3     |            | 0-0       | 2-0      |
| Umberto I   | 2-0         | 2-2       | 1-3     | 2-0        |           | 2-0      |
| Vigor TP    | 2-3         | 1-5       | 0-2     | 0-2        | 0-2       |          |

### Finales

#### Primera ronda
Jugado el 14 de mayo de 1922 en Roma.
| Equipo 1  | Resultado | Equipo 2   |
| --------- | --------- | ---------- |
| Puteolana | 3-0       | Anconitana |

Jugado el 21 de mayo de 1922 en Torre Annunziata.
| Equipo 1       | Resultado | Equipo 2 |
| -------------- | --------- | -------- |
| Audace Taranto | 1-0       | Palermo  |

#### Segunda ronda
Jugado el 28 de mayo de 1922 en Torre Annunziata.
| Equipo 1  | Resultado | Equipo 2       |
| --------- | --------- | -------------- |
| Fortitudo | 4-1       | Audace Taranto |

Audace Taranto abandonó.

#### Tercera ronda
Jugado el 4 de junio de 1922 en Roma.
| Equipo 1  | Resultado | Equipo 2  |
| --------- | --------- | --------- |
| Fortitudo | 2-0       | Puteolana |

Fortitudo avanza a la Final Nacional.

## Final Nacional
11 y 18 de junio de 1922.
| Equipo 1  | Agr. | Equipo 2     | Ida | Vuelta |
| --------- | ---- | ------------ | --- | ------ |
| Fortitudo | 2-8  | Pro Vercelli | 0-3 | 2-5    |

|              |
| Campeón      |
| Pro Vercelli |
| 7º título    |